# Freestyleskiën op de Olympische Winterspelen 2006
Freestyleskiën is een van de sporten die beoefend werden tijdens de Olympische Winterspelen 2006 in Turijn. Het bestond uit moguls en aerials voor mannen en vrouwen.
| Datum       | Onderdeel                    |
| ----------- | ---------------------------- |
| 11 februari | Moguls Vrouwen               |
| 15 februari | Moguls Mannen                |
| 19 februari | Aerials Vrouwen kwalificatie |
| 20 februari | Aerials Mannen kwalificatie  |
| 22 februari | Aerials Vrouwen finale       |
| 23 februari | Aerials Mannen finale        |

## Mannen

### Aerials
| Titelverdediger | Aleš Valenta | Tsjechië |
| --------------- | ------------ | -------- |

| rang   | sporter(s)          | land | sprong 1 | sprong 2 | totaal |
| ------ | ------------------- | ---- | -------- | -------- | ------ |
| Goud   | Han Xiaopeng        | CHN  | 130.53   | 120.24   | 250.77 |
| Zilver | Dmitri Dasjinski    | BLR  | 131.42   | 117.26   | 248.68 |
| Brons  | Vladimir Lebedev    | RUS  | 120.65   | 126.11   | 246.76 |
| 4      | Alexei Grishin      | BLR  | 123.90   | 121.28   | 245.18 |
| 5      | Kyle Nissen         | CAN  | 114.38   | 130.53   | 244.91 |
| 6      | Warren Shouldice    | CAN  | 123.45   | 116.25   | 239.80 |
| 7      | Jeret Peterson      | USA  | 124.78   | 112.70   | 237.48 |
| 8      | Anton Kushnir       | BLR  | 124.56   | 103.10   | 227.66 |
| 9      | Evgeniy Brailovskiy | RUS  | 110.01   | 113.60   | 223.61 |
| 10     | Renato Ulrich       | SUI  | 105.53   | 99.22    | 204.75 |
| 11     | Sen Qiu             | CHN  | 98.89    | 87.67    | 186.56 |
| 12     | Enver Ablaev        | UKR  | 61.79    | 88.69    | 150.48 |
| 13     | Stanislav Kravchuck | UKR  | 62.88    | 78.81    | 141.69 |
| 14     | Thomas Lambert      | SUI  | 73.57    | 61.20    | 130.77 |
| 15     | Joe Pack            | USA  | 57.57    | 73.76    | 130.76 |

### Moguls
| Titelverdediger | Janne Lahtela | Finland |
| --------------- | ------------- | ------- |

| rang   | sporter(s)          | land | boekels | lucht | snelheid | totaal |
| ------ | ------------------- | ---- | ------- | ----- | -------- | ------ |
| Goud   | Dale Begg-Smith     | AUS  | 14.5    | 6.38  | 5.89     | 26.77  |
| Zilver | Mikko Ronkainen     | FIN  | 13.6    | 6.85  | 6.17     | 26.62  |
| Brons  | Toby Dawson         | USA  | 13.8    | 6.54  | 5.96     | 26.30  |
| 4      | Marc-André Moreau   | CAN  | 13.7    | 6.30  | 5.62     | 25.62  |
| 5      | Jesper Björnlund    | SWE  | 13.5    | 6.18  | 5.53     | 25.21  |
| 6      | Jeremy Bloom        | USA  | 13.3    | 6.02  | 5.85     | 25.17  |
| 7      | Travis Mayer        | USA  | 13.8    | 5.20  | 5.91     | 24.91  |
| 8      | Juuso Lahtela       | FIN  | 12.8    | 6.09  | 5.53     | 24.42  |
| 9      | Travis Cabral       | USA  | 13.6    | 5.13  | 5.65     | 24.38  |
| 10     | Guilbaut Colas      | FRA  | 12.9    | 4.47  | 6.23     | 23.60  |
| 11     | Alexandre Bilodeau  | CAN  | 12.0    | 5.52  | 5.90     | 23.42  |
| 12     | Nick Fisher         | AUS  | 13.0    | 4.64  | 5.75     | 23.39  |
| 13     | Alexandr Smyshlyaev | RUS  | 12.7    | 4.70  | 5.82     | 23.22  |
| 14     | Chris Wong          | CAN  | 13.1    | 3.76  | 6.02     | 22.88  |
| 15     | Christoph Stark     | GER  | 13.1    | 4.55  | 5.19     | 22.84  |

## Vrouwen

### Aerials
| Titelverdedigster | Alisa Camplin | Australië |
| ----------------- | ------------- | --------- |

| rang   | sporter(s)         | land | sprong 1 | sprong 2 | totaal |
| ------ | ------------------ | ---- | -------- | -------- | ------ |
| Goud   | Evelyne Leu        | SUI  | 94.62    | 107.93   | 202.55 |
| Zilver | Li Nina            | CHN  | 100.81   | 96.58    | 197.39 |
| Brons  | Alisa Camplin      | AUS  | 94.99    | 96.40    | 191.39 |
| 4      | Nannan Xu          | CHN  | 98.70    | 92.53    | 191.23 |
| 5      | Oly Slivets        | BLR  | 87.50    | 90.25    | 177.75 |
| 6      | Xinxin Guo         | CHN  | 103.17   | 71.68    | 174.85 |
| 7      | Manuela Müller     | SUI  | 73.49    | 85.65    | 159.14 |
| 8      | Jacqui Cooper      | AUS  | 78.97    | 73.72    | 152.69 |
| 9      | Anna Zukal         | RUS  | 81.90    | 70.14    | 152.04 |
| 10     | Alla Tsuper        | BLR  | 53.58    | 84.26    | 137.84 |
| 11     | Jiao Wang          | CHN  | 61.51    | 71.02    | 132.53 |
| 12     | Veronika Bauer     | CAN  | 67.32    | 58.33    | 125.65 |
| 13     | Olga Volkova       | UKR  | 66.01    | 54.02    | 120.03 |
| 14     | Lydia Ierodiaconou | AUS  | 81.52    | 33.93    | 115.45 |
| 15     | Amber Peterson     | CAN  | 60.64    | 52.43    | 113.07 |

### Moguls
| Titelverdedigster | Kari Traa | Noorwegen |
| ----------------- | --------- | --------- |

| rang   | sporter(s)          | land | boekels | lucht | snelheid | totaal |
| ------ | ------------------- | ---- | ------- | ----- | -------- | ------ |
| Goud   | Jennifer Heil       | CAN  | 13.8    | 6.45  | 6.25     | 26.50  |
| Zilver | Kari Traa           | NOR  | 13.4    | 6.18  | 6.07     | 25.65  |
| Brons  | Sandra Laoura       | FRA  | 13.5    | 5.62  | 6.25     | 25.37  |
| 4      | Sara Kjellin        | SWE  | 12.9    | 5.59  | 6.25     | 24.74  |
| 5      | Aiko Uemura         | JPN  | 12.5    | 5.75  | 5.76     | 24.01  |
| 6      | Nikola Sudova       | CZE  | 13.2    | 4.44  | 5.94     | 23.58  |
| 7      | Kristi Richards     | CAN  | 12.3    | 5.13  | 5.87     | 23.30  |
| 8      | Audrey Robichaud    | CAN  | 12.4    | 5.41  | 5.29     | 23.10  |
| 9      | Deborah Scanzio     | ITA  | 11.9    | 5.07  | 6.03     | 23.00  |
| 10     | Shannon Bahrke      | USA  | 12.6    | 4.34  | 5.88     | 22.82  |
| 11     | Jillian Vogtli      | USA  | 12.8    | 3.89  | 6.03     | 22.72  |
| 12     | Stéphanie St-Pierre | CAN  | 12.2    | 4.79  | 5.53     | 22.52  |
| 13     | Daria Serova        | RUS  | 11.4    | 5.33  | 5.71     | 22.44  |
| 14     | Manuela Berchtold   | AUS  | 12.5    | 4.27  | 5.44     | 22.21  |
| 15     | Tae Satoya          | JPN  | 11.3    | 4.80  | 6.02     | 22.12  |

## Medaillespiegels

### Landen
| rang | land             | goud | zilver | brons | totaal |
| ---- | ---------------- | ---- | ------ | ----- | ------ |
| 1    | China            | 1    | 1      | 0     | 2      |
| 2    | Australië        | 1    | 0      | 1     | 2      |
| 3    | Canada           | 1    | 0      | 0     | 1      |
|      | Zwitserland      | 1    | 0      | 0     | 1      |
| 5    | Finland          | 0    | 1      | 0     | 1      |
|      | Noorwegen        | 0    | 1      | 0     | 1      |
|      | Wit-Rusland      | 0    | 1      | 0     | 1      |
| 8    | Frankrijk        | 0    | 0      | 1     | 1      |
|      | Rusland          | 0    | 0      | 1     | 1      |
|      | Verenigde Staten | 0    | 0      | 1     | 1      |

### Atleten
| rang | atleet           | land | goud | zilver | brons | totaal |
| ---- | ---------------- | ---- | ---- | ------ | ----- | ------ |
| 1    | Dale Begg-Smith  | AUS  | 1    | 0      | 0     | 1      |
|      | Han Xiaopeng     | CHN  | 1    | 0      | 0     | 1      |
|      | Jennifer Heil    | CAN  | 1    | 0      | 0     | 1      |
|      | Evelyne Leu      | SUI  | 1    | 0      | 0     | 1      |
| 5    | Dmitri Dasjinski | BLR  | 0    | 1      | 0     | 1      |
|      | Li Nina          | CHN  | 0    | 1      | 0     | 1      |
|      | Mikko Ronkainen  | FIN  | 0    | 1      | 0     | 1      |
|      | Kari Traa        | NOR  | 0    | 1      | 0     | 1      |
| 9    | Alisa Camplin    | AUS  | 0    | 0      | 1     | 1      |
|      | Toby Dawson      | USA  | 0    | 0      | 1     | 1      |
|      | Sandra Laoura    | FRA  | 0    | 0      | 1     | 1      |
|      | Vladimir Lebedev | RUS  | 0    | 0      | 1     | 1      |

Calgary 1988 · 
Albertville 1992 · 
Lillehammer 1994 · 
Nagano 1998 · 
Salt Lake City 2002 · 
Turijn 2006 · 
Vancouver 2010 · 
Sotsji 2014 · 
Pyeongchang 2018 · 
Peking 2022 
Lijst van olympische medaillewinnaars
Alpineskiën · Biatlon · Bobsleeën · Curling · Freestyleskiën · Kunstrijden · Langlaufen · Noordse combinatie · Rodelen · Schaatsen · Schansspringen · Shorttrack · Skeleton · Snowboarden · IJshockey